# Février 1907

## Événements
- 7 février, France : le projet de loi d’impôt sur le revenu du ministre des finances Joseph Caillaux est reporté, mais finalement adopté en 1914.
- 21 février : Début de la grande révolte paysanne de la faim en Roumanie, réprimée dans le sang (11,000 victimes). Elle commence dans le nord de la région de Moldavie et s'étend ensuite à la Valachie. Des affermeurs et des usuriers sont tués, des bureaux incendiés, des entrepôts pillés… Des dockers des ports exportateurs de grains se joignent au mouvement qui ne sera étouffé qu'en avril.

## Naissances
- 5 février : Pierre Pflimlin, homme politique français († 27 juin 2000).
- 9 février : H. S. M. Coxeter, géomètre († 31 mars 2003).
- 12 février : Joseph Kearns, acteur américain († 17 février 1962).
- 16 février : Jean Burger, résistant français, militant communiste, fondateur du groupe de résistance « Mario » († 3 avril 1945).
- 21 février : W. H. Auden, poète et critique anglais († 29 septembre 1973).
- 22 février : Robert Young, acteur américain († 21 juillet 1998).
- 23 février : Ivan Maksimenko, botaniste soviétique († 31 mai 1976).

## Décès
- 2 février : Dmitri Mendeleïev, chimiste russe (° 8 février 1834).
- 7 février : Louis Schoutteten, peintre français (° 10 mars 1833).